# Irina Gumieniuk
Irina Borisowna Gumieniuk (ros. Ирина Борисовна Гуменюк; ur. 6 stycznia 1988 w Leningradzie) – rosyjska lekkoatletka specjalizująca się w trójskoku.
Na początku kariery uprawiała skok w dal, zajęła w tej konkurencji 5. miejsce na olimpijskim festiwalu młodzieży rozgrywanym w lipcu 2005 w Lignano Sabbiadoro. Startując w trójskoku, była dziewiąta na mistrzostwach Europy juniorów w Hengelo (2007). W 2013 zdobyła srebro halowych mistrzostw Starego Kontynentu w Göteborgu.  Brązowa medalistka mistrzostw Europy w Zurychu (2014).
Medalistka mistrzostw Rosji, reprezentantka kraju w meczach międzypaństwowych juniorów.

## Osiągnięcia
| Rok  | Impreza                     | Miejsce  | Lokata     | Wynik |
| ---- | --------------------------- | -------- | ---------- | ----- |
| 2007 | Mistrzostwa Europy juniorów | Hengelo  | 9. miejsce | 12,86 |
| 2013 | Halowe mistrzostwa Europy   | Göteborg | 2. miejsce | 14,30 |
| 2013 | Mistrzostwa świata          | Moskwa   | 8. miejsce | 14,15 |
| 2014 | Mistrzostwa Europy          | Zurych   | 3. miejsce | 14,46 |

## Rekordy życiowe
| Konkurencja        | Wynik | Data            | Miejsce    |
| ------------------ | ----- | --------------- | ---------- |
| Trójskok – stadion | 14,58 | 16 czerwca 2013 | Jerino     |
| Trójskok – hala    | 14,48 | 6 stycznia 2013 | Petersburg |